# Machaerantherinae
Machaerantherinae G.L. Nesom, 1994  è una sottotribù di piante angiosperme dicotiledoni della famiglia delle Asteraceae (sottofamiglia Asteroideae e tribù Astereae/clade  North American lineage).

## Etimologia
Il nome della sottotribù deriva dal suo genere Machaeranthera la cui etimologia è "piccola spada" (machaer) e "antera" (anthera), ossia ''antere simili a pugnali".
ll nome scientifico della sottotribù è stato definito per la prima volta dal botanico contemporaneo Guy L. Nesom (1945 -) nella pubblicazione "Phytologia; Designed to Expedite Botanical Publication. New York - 76:. 208-209 1994" del 1994.

## Descrizione

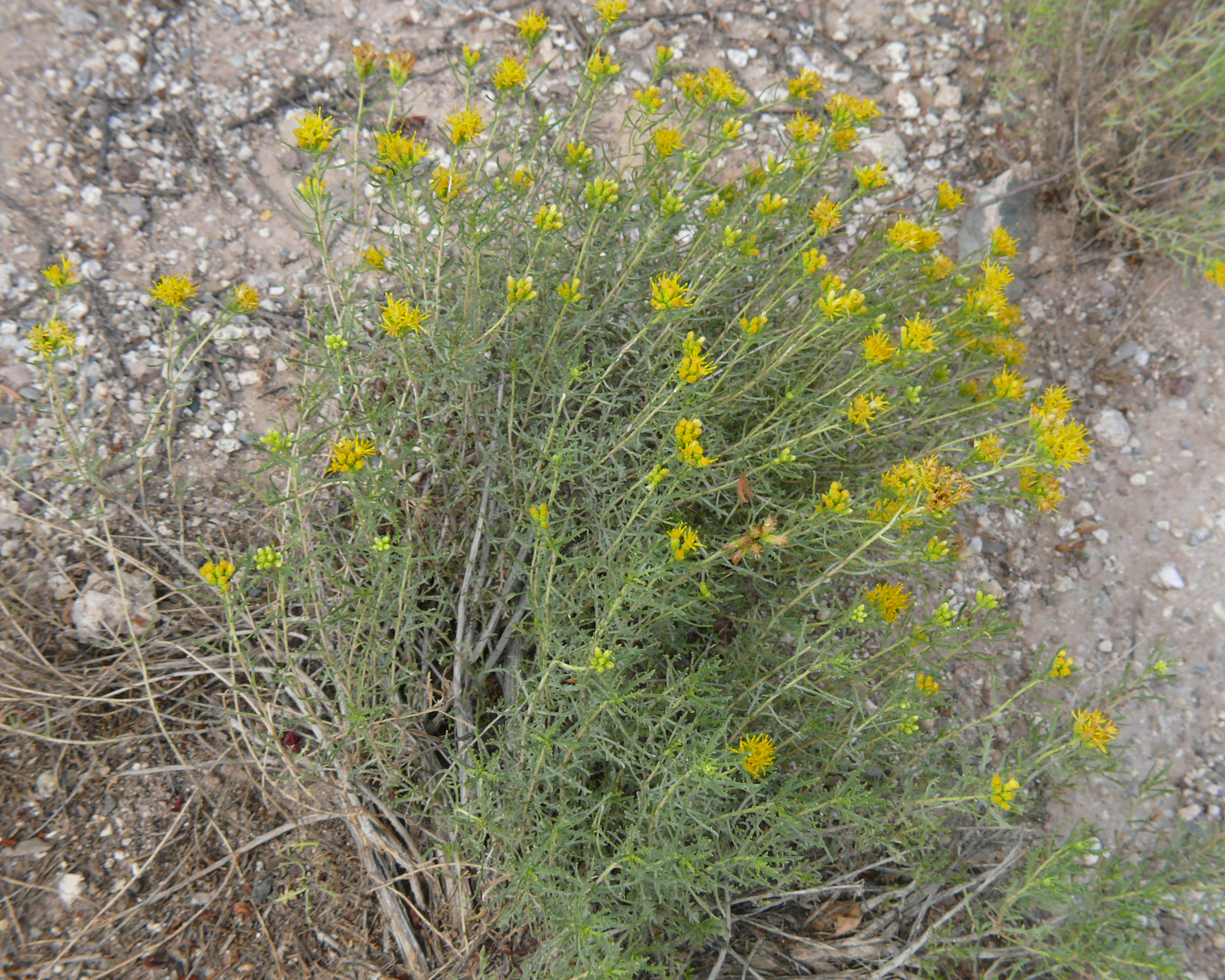
Il portamento
Isocoma tenuisecta3.jpg

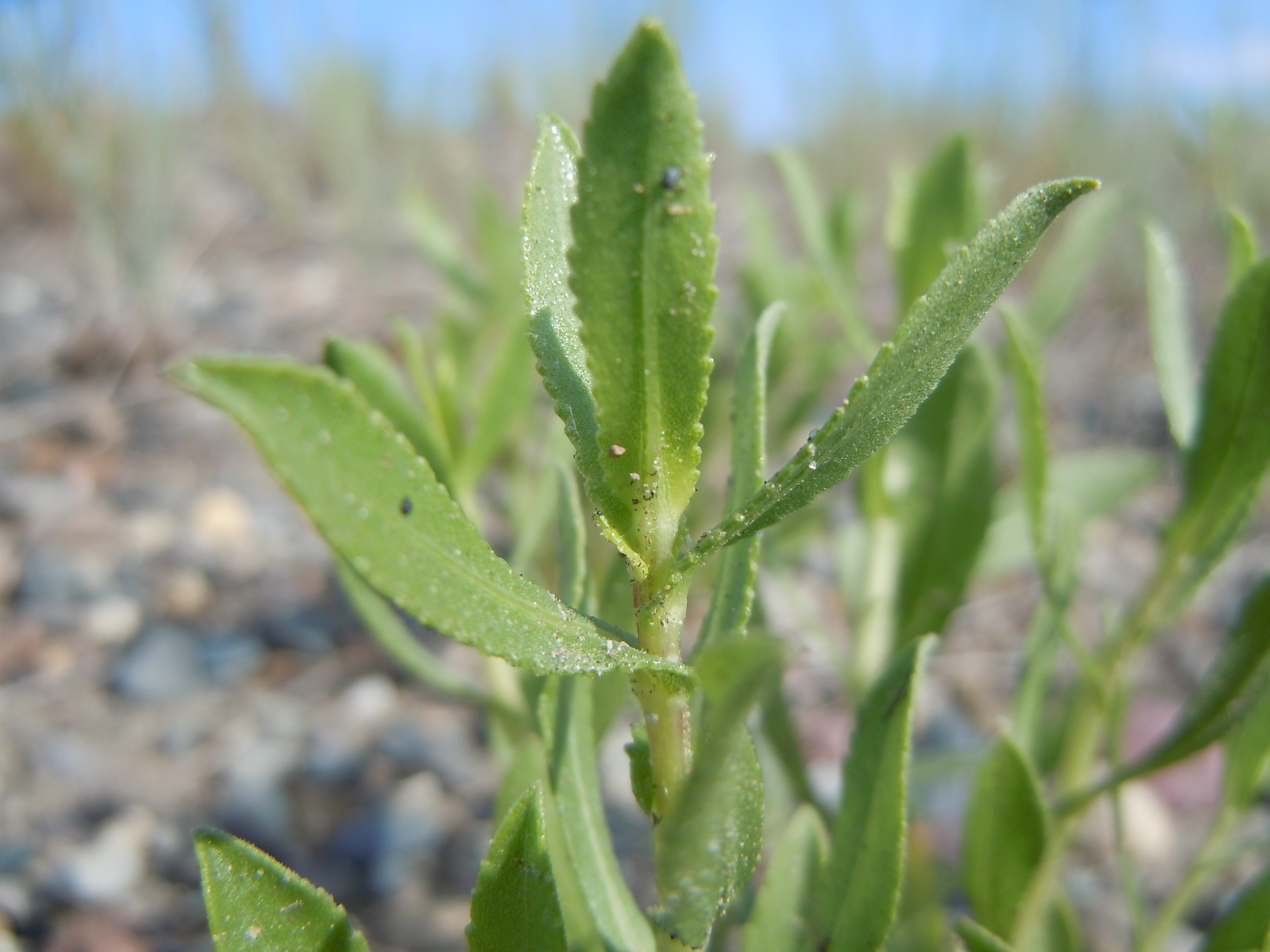
Le foglie
Grindelia squarrosa

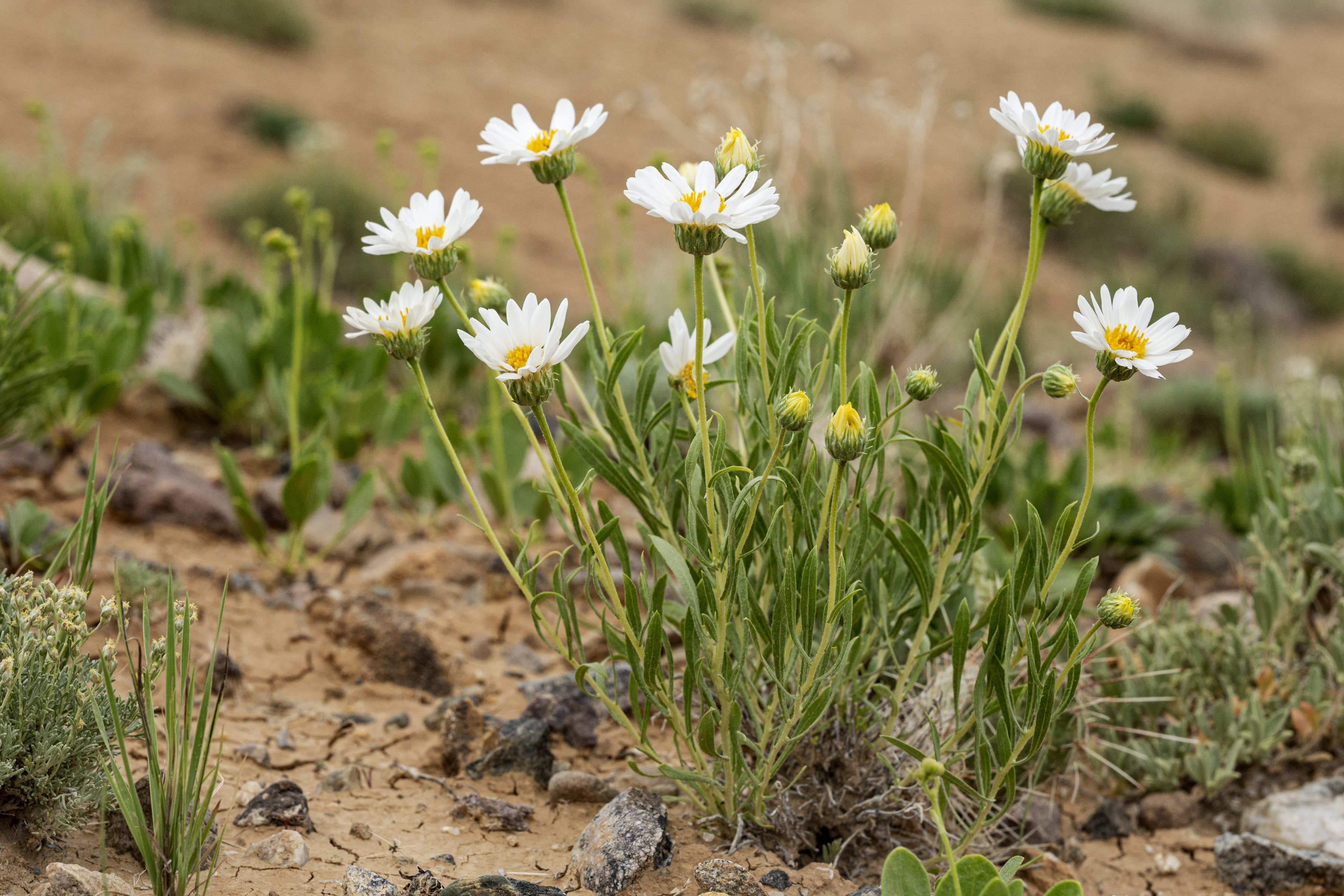
Infiorescenza
Xylorhiza glabriuscula

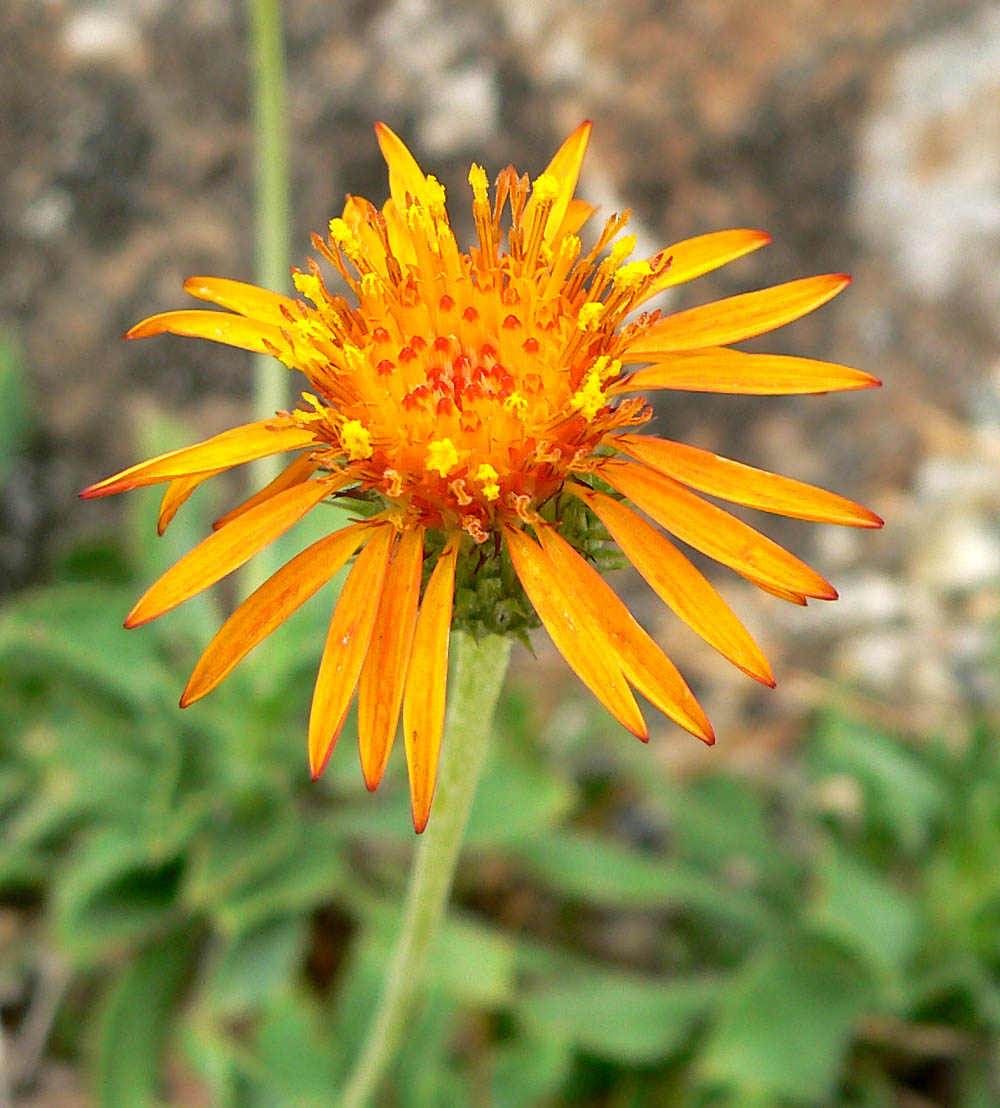
I fiori
Haplopappus foliosus

Portamento. Le specie di questa sottotribù hanno un ciclo biologico annuale o perenne con habitus erbaceo, sub-arbustivo (Xylorhiza) o piccoli arbusti (Hazardia).
Fusto. La parte aerea in genere è eretta, semplice o ramosa. 
Foglie. Le foglie lungo il caule sono disposte in modo alternato; la lamina è intera, o dentata o lobata; gli apici possono essere provvisti di spinule; la pagina fogliare può essere glabra oppure densamente tomentosa (Corethrogyne) o a volte punteggiato-resinosa (Grindelia).
Infiorescenza. Le sinflorescenze sono sia scapose (capolini solitari) che composte da diversi capolini raccolti in formazioni corimbose o in altro modo. Le infiorescenze vere e proprie sono composte da un capolino terminale peduncolato di tipo radiato con fiori eterogami. I capolini sono formati da un involucro, con forme da cilindriche a campanulate, composto da diverse brattee, al cui interno un ricettacolo fa da base ai fiori di due tipi: fiori del raggio e fiori del disco. Le brattee, piatte e a consistenza erbacea, sono disposte in modo più o meno embricato su 4 - 8 serie (a volte sulla parte apicale delle brattee è presente un ciuffo erbaceo). Il ricettacolo (con o senza pagliette) a protezione della base dei fiori ha delle forme piatte o da convesse a coniche.
Fiori.  I fiori sono tetra-ciclici (formati cioè da 4 verticilli: calice – corolla – androceo – gineceo) e pentameri (calice e corolla formati da 5 elementi). Si distinguono in:
- fiori del raggio (esterni): sono femminili e sono disposti su 1 - 2 serie; la forma è ligulata (zigomorfa); in alcune specie sono assenti (Lessingia);
- fiori del disco (centrali): sono più numerosi con forme brevemente tubulose (attinomorfe); sono ermafroditi o (raramente) funzionalmente maschili.

- Formula fiorale:

*/x K {\displaystyle \infty }, [C (5), A (5)], G 2 (infero), achenio
- Calice: i sepali del calice sono ridotti ad una coroncina di squame.

- Corolla: 
  - fiori del raggio: la forma della corolla alla base è più o meno tubulosa-imbutiforme, mentre all'apice è ligulata; la ligula può terminare con alcuni denti; il colore è bianco o blu;
  - fiori del disco: la forma è tubulare bruscamente divaricata in 5 lobi; i lobi, patenti o eretti, hanno una forma deltata o più o meno lanceolata; il colore è giallo.

- Androceo: l'androceo è formato da 5 stami sorretti da filamenti generalmente liberi; gli stami sono connati e formano un manicotto circondante lo stilo; le teche (produttrici del polline) alla base sono troncate e sono lievemente auricolate (molto raramente sono speronate o hanno una coda); le appendici apicali delle antere hanno delle forme piatte e lanceolate; il tessuto endoteciale (rivestimento interno dell'antera) è quasi sempre polarizzato (con due superfici distinte: una verso l'esterno e una verso l'interno). Il polline è sferico con un diametro medio di circa 25 micron;  è tricolporato (con tre aperture sia di tipo a fessura che tipo isodiametrica o poro) ed è echinato (con punte sporgenti).[10][12]

- Gineceo: l'ovario è infero uniloculare formato da 2 carpelli.[6] Lo stilo (il recettore del polline) è profondamente bifido (con due stigmi divergenti) e con le linee stigmatiche marginali separate.[13] I due bracci dello stilo hanno una forma da lanceolata a deltoide e possono essere papillosi o ricoperti da ciuffi di peli.

Frutti. I frutti sono degli acheni con pappo: il corpo ha più nervature longitudinali ed ha la forma ob-conica e superficie senza ghiandole. Le setole del pappo sono semplici (non a forma di ancora), sono disposte su 2 – 4 serie e graduate in altezza (tendono ad essere appiattite almeno alla base).

## Biologia
Impollinazione: l'impollinazione avviene tramite insetti (impollinazione entomogama tramite farfalle diurne e notturne).

Riproduzione: la fecondazione avviene fondamentalmente tramite l'impollinazione dei fiori (vedi sopra).

Dispersione: i semi (gli acheni) cadendo a terra sono successivamente dispersi soprattutto da insetti tipo formiche (disseminazione mirmecoria). In questo tipo di piante avviene anche un altro tipo di dispersione: zoocoria. Infatti gli uncini delle brattee dell'involucro (se presenti) si agganciano ai peli degli animali di passaggio disperdendo così anche su lunghe distanze i semi della pianta. Inoltre per merito del pappo il vento può trasportare i semi anche a distanza di alcuni chilometri (disseminazione anemocora).

## Distribuzione e habitat
L'habitat è vario e dipende dalla fascia climatica di appartenenza della specie considerata (soprattutto temperata). Le specie di questo gruppo sono distribuire in America (soprattutto del nord). Nella tabella sottostante sono indicate in dettaglio le distribuzioni relative ai vari generi della sottotribù.

## Sistematica
La famiglia di appartenenza di questa voce (Asteraceae o Compositae, nomen conservandum) probabilmente originaria del Sud America, è la più numerosa del mondo vegetale, comprende oltre 23.000 specie distribuite su 1.535 generi, oppure 22.750 specie e 1.530 generi secondo altre fonti (una delle checklist più aggiornata elenca fino a 1.679 generi). La famiglia attualmente (2021) è divisa in 16 sottofamiglie; la sottofamiglia Asteroideae è una di queste e rappresenta l'evoluzione più recente di tutta la famiglia.

### Filogenesi
Il gruppo di questa voce è descritto nella tribù Astereae, una delle 21 tribù della sottofamiglia Asteroideae). Da un punto di vista filogenetico, la tribù Astereae fa parte del supergruppo (o sottofamiglia) "Asteroideae grade"; l'altro è il supergruppo "Non-Asteroideae" contenente il resto delle sottofamiglie delle Asteraceae. All'interno del supergruppo è vicina alle tribù Senecioneae, Calenduleae, Gnaphalieae e Anthemideae.
I caratteri più notevoli della tribù Astereae sono: la base delle antere sono prive di code e non sono calcarate (speronate); le linee stigmatiche dei bracci dello stilo sono totalmente separate; i due bracci dello stilo hanno una forma breve o allungata da lanceolata a deltoide e possono essere papillosi o ricoperti da ciuffi di peli (all'esterno, mentre all'interno sono glabri). La distribuzione della maggior parte delle specie di questo gruppo è nelle regioni temperate nord e sud.
In base alle ultime ricerche nella tribù sono stati individuati (provvisoriamente) 5 principali lignaggi:
- Basal grade: include alcuni generi isolati, il gruppo "South American-Oceania",  alcune sottotribù africane e il gruppo dei generi legnosi del Madagascar.
- Bellis lineage: comprende le sottotribù eurasiatiche e una sottotribù africana.
- Aster lineage: include i generi asiatici di Asterinae e i principali gruppi dell'Australia e dell'Oceania.
- Baccharis lineage: include alcuni gruppi sudamericani.
- North American lineage: include la vasta gamma di sottotribù del Nordamerica, Messico e alcuni gruppi distribuiti nel Sudamerica.

La sottotribù di questa voce è inclusa nel lignaggio "North American lineage". Machaerantherinae solo recentemente è stata circoscritta. Molte specie di questa sottotribù hanno subito più di un trasferimento da un genere all'altro anche al di fuori del gruppo delle Machaerantherinae. Le specie del ex. genere Arida (ora sinonimo di Leucosyris) ad esempio appartengono ad un gruppo di taxa una volta incluso all'interno del genere Machaeranthera  (Sect. Arida R.L.Hartman, 1990). La distinzione di questo gruppo si appoggia tra l'altro sulla presenza di fittoni nella parte ipogea del fusto, di foglie generalmente spinose a lamina pinnatifida-dentata, di squame dell'involucro a punte ispide e di corolle dei fiori del raggio colorate di blu. Lo stesso genere Machaeranthera, in base a studi che utilizzano i dati di sequenza del DNA, è stato notevolmente ridotto da una trentina di specie iniziali alle sole due attuali; i restanti taxa sono stati ridistribuiti oltre che in Arida, anche in Xanthisma e in Dieteria (Machaeranthera  subg. Dieteria (Nutt.) Greene, 1896). Il genere Xylorhiza (anch'esso una ex-sezione di Machaeranthera: sect. Xylorhiza (Nuttall) Cronquist & DD Keck) è stato invece scorporato in base al differente numero cromosomico: Xylorhiza  2x = 12  -  Machaeranthera 2x = 8 o 10.

Anche le specie di Hazardia derivano da una sezione di un altro genere: Haplopappus Cassini sect. Hazardia (Greene) HM Sala che in seguito sono state separate in base a evidenze sia morfologiche che chimiche. Così pure Isocoma deriva da Haplopappus Cassini sect. Isocoma (Nuttal) HM Sala come pure Pyrrocoma deriva da Haplopappus Cassini sect. Pyrrocoma (Hooker) HM Sala.

Alcune specie sono spiccatamente polimorfe come Corethrogyne filaginifolia (Hooker e Arnott) Nuttall (unica specie del genere) con molte varietà solo ultimamente riconosciute appartenenti ad una singola specie polimorfica senza taxa infraspecifici (nel tempo 33 sinonimi sono stati collegati a questa specie). Anche in Dieteria le variazioni morfologiche hanno portato alla nomina di più di 50 specie (attualmente, per merito di analisi sul DNA, le specie sono state ridotte a 3 - 4).

Altro genere polimorfo è Pyrrocoma. In questo genere dalle analisi dei numeri cromosomici si sono individuate diverse specie diploidi e alcune tetraploide o esaploide.

Attualmente a sottotribù è suddivisa in 5 gruppi informali:
| Gruppo               | Generi                                                                    |
| -------------------- | ------------------------------------------------------------------------- |
| Basal grade          | Eurybia - Oreostemma                                                      |
| Machaeranthera group | Dieteria - Leucosyris - Machaeranthera - Oonopsis - Xanthisma - Xylorhiza |
| Haplopappus group    | Haplopappus - Grindelia - Notopappus - Hazardia                           |
| Xanthocephalum group | Isocoma - Rayjacksonia - Xanthocephalum - Stephanodoria - Pyrrocoma       |
| Lessingia group      | Corethrogyne - Benitoa - Lessingia                                        |

Il cladogramma a lato tratto da uno studio su questa sottotribù (modificato e semplificato), costruito sui dati dell'analisi del RNA ribosomale di alcune specie, dimostra la monofilia della maggior parte dei generi della sottotribù (il cladogramma in parte conferma i gruppi proposti da G.L. Nesom).
|  | Leucosyris - Dieteria |
|  |                       |
|  | Xylorhiza             |
|  |                       |

|  | \| \| Machaeranthera \| \| \| \| \| \| Oonopsis \| \| \| \| |
|  |                                                             |
|  | Xanthisma                                                   |
|  |                                                             |
|  | Machaeranthera                                              |
|  |                                                             |
|  | Oonopsis                                                    |
|  |                                                             |

|  | Machaeranthera |
|  |                |
|  | Oonopsis       |
|  |                |

|                 | Haplopappus                                                |
|                 |                                                            |
| Lessingia group | \| \| Corethrogyne \| \| \| \| \| \| Lessingia \| \| \| \| |
|                 | \| \| Corethrogyne \| \| \| \| \| \| Lessingia \| \| \| \| |
|                 | Corethrogyne                                               |
|                 |                                                            |
|                 | Lessingia                                                  |
|                 |                                                            |

|  | Corethrogyne |
|  |              |
|  | Lessingia    |
|  |              |

|                 | Haplopappus                                                |
|                 |                                                            |
| Lessingia group | \| \| Corethrogyne \| \| \| \| \| \| Lessingia \| \| \| \| |
|                 | \| \| Corethrogyne \| \| \| \| \| \| Lessingia \| \| \| \| |
|                 | Corethrogyne                                               |
|                 |                                                            |
|                 | Lessingia                                                  |
|                 |                                                            |

|  | Corethrogyne |
|  |              |
|  | Lessingia    |
|  |              |

|  | Xanthocephalum                                           |
|  |                                                          |
|  | \| \| Rayjacksonia \| \| \| \| \| \| Isocoma \| \| \| \| |
|  |                                                          |
|  | Rayjacksonia                                             |
|  |                                                          |
|  | Isocoma                                                  |
|  |                                                          |

|  | Rayjacksonia |
|  |              |
|  | Isocoma      |
|  |              |

|  | Xanthocephalum                                           |
|  |                                                          |
|  | \| \| Rayjacksonia \| \| \| \| \| \| Isocoma \| \| \| \| |
|  |                                                          |
|  | Rayjacksonia                                             |
|  |                                                          |
|  | Isocoma                                                  |
|  |                                                          |

|  | Rayjacksonia |
|  |              |
|  | Isocoma      |
|  |              |

|  | Xanthocephalum                                           |
|  |                                                          |
|  | \| \| Rayjacksonia \| \| \| \| \| \| Isocoma \| \| \| \| |
|  |                                                          |
|  | Rayjacksonia                                             |
|  |                                                          |
|  | Isocoma                                                  |
|  |                                                          |

|  | Rayjacksonia |
|  |              |
|  | Isocoma      |
|  |              |

|  | Xanthocephalum                                           |
|  |                                                          |
|  | \| \| Rayjacksonia \| \| \| \| \| \| Isocoma \| \| \| \| |
|  |                                                          |
|  | Rayjacksonia                                             |
|  |                                                          |
|  | Isocoma                                                  |
|  |                                                          |

|  | Rayjacksonia |
|  |              |
|  | Isocoma      |
|  |              |

|                 | Haplopappus                                                |
|                 |                                                            |
| Lessingia group | \| \| Corethrogyne \| \| \| \| \| \| Lessingia \| \| \| \| |
|                 | \| \| Corethrogyne \| \| \| \| \| \| Lessingia \| \| \| \| |
|                 | Corethrogyne                                               |
|                 |                                                            |
|                 | Lessingia                                                  |
|                 |                                                            |

|  | Corethrogyne |
|  |              |
|  | Lessingia    |
|  |              |

|                 | Haplopappus                                                |
|                 |                                                            |
| Lessingia group | \| \| Corethrogyne \| \| \| \| \| \| Lessingia \| \| \| \| |
|                 | \| \| Corethrogyne \| \| \| \| \| \| Lessingia \| \| \| \| |
|                 | Corethrogyne                                               |
|                 |                                                            |
|                 | Lessingia                                                  |
|                 |                                                            |

|  | Corethrogyne |
|  |              |
|  | Lessingia    |
|  |              |

|  | Xanthocephalum                                           |
|  |                                                          |
|  | \| \| Rayjacksonia \| \| \| \| \| \| Isocoma \| \| \| \| |
|  |                                                          |
|  | Rayjacksonia                                             |
|  |                                                          |
|  | Isocoma                                                  |
|  |                                                          |

|  | Rayjacksonia |
|  |              |
|  | Isocoma      |
|  |              |

|  | Xanthocephalum                                           |
|  |                                                          |
|  | \| \| Rayjacksonia \| \| \| \| \| \| Isocoma \| \| \| \| |
|  |                                                          |
|  | Rayjacksonia                                             |
|  |                                                          |
|  | Isocoma                                                  |
|  |                                                          |

|  | Rayjacksonia |
|  |              |
|  | Isocoma      |
|  |              |

|  | Xanthocephalum                                           |
|  |                                                          |
|  | \| \| Rayjacksonia \| \| \| \| \| \| Isocoma \| \| \| \| |
|  |                                                          |
|  | Rayjacksonia                                             |
|  |                                                          |
|  | Isocoma                                                  |
|  |                                                          |

|  | Rayjacksonia |
|  |              |
|  | Isocoma      |
|  |              |

|  | Xanthocephalum                                           |
|  |                                                          |
|  | \| \| Rayjacksonia \| \| \| \| \| \| Isocoma \| \| \| \| |
|  |                                                          |
|  | Rayjacksonia                                             |
|  |                                                          |
|  | Isocoma                                                  |
|  |                                                          |

|  | Rayjacksonia |
|  |              |
|  | Isocoma      |
|  |              |

|  | \| \| Machaeranthera \| \| \| \| \| \| Oonopsis \| \| \| \| |
|  |                                                             |
|  | Xanthisma                                                   |
|  |                                                             |
|  | Machaeranthera                                              |
|  |                                                             |
|  | Oonopsis                                                    |
|  |                                                             |

|  | Machaeranthera |
|  |                |
|  | Oonopsis       |
|  |                |

|                 | Haplopappus                                                |
|                 |                                                            |
| Lessingia group | \| \| Corethrogyne \| \| \| \| \| \| Lessingia \| \| \| \| |
|                 | \| \| Corethrogyne \| \| \| \| \| \| Lessingia \| \| \| \| |
|                 | Corethrogyne                                               |
|                 |                                                            |
|                 | Lessingia                                                  |
|                 |                                                            |

|  | Corethrogyne |
|  |              |
|  | Lessingia    |
|  |              |

|                 | Haplopappus                                                |
|                 |                                                            |
| Lessingia group | \| \| Corethrogyne \| \| \| \| \| \| Lessingia \| \| \| \| |
|                 | \| \| Corethrogyne \| \| \| \| \| \| Lessingia \| \| \| \| |
|                 | Corethrogyne                                               |
|                 |                                                            |
|                 | Lessingia                                                  |
|                 |                                                            |

|  | Corethrogyne |
|  |              |
|  | Lessingia    |
|  |              |

|  | Xanthocephalum                                           |
|  |                                                          |
|  | \| \| Rayjacksonia \| \| \| \| \| \| Isocoma \| \| \| \| |
|  |                                                          |
|  | Rayjacksonia                                             |
|  |                                                          |
|  | Isocoma                                                  |
|  |                                                          |

|  | Rayjacksonia |
|  |              |
|  | Isocoma      |
|  |              |

|  | Xanthocephalum                                           |
|  |                                                          |
|  | \| \| Rayjacksonia \| \| \| \| \| \| Isocoma \| \| \| \| |
|  |                                                          |
|  | Rayjacksonia                                             |
|  |                                                          |
|  | Isocoma                                                  |
|  |                                                          |

|  | Rayjacksonia |
|  |              |
|  | Isocoma      |
|  |              |

|  | Xanthocephalum                                           |
|  |                                                          |
|  | \| \| Rayjacksonia \| \| \| \| \| \| Isocoma \| \| \| \| |
|  |                                                          |
|  | Rayjacksonia                                             |
|  |                                                          |
|  | Isocoma                                                  |
|  |                                                          |

|  | Rayjacksonia |
|  |              |
|  | Isocoma      |
|  |              |

|  | Xanthocephalum                                           |
|  |                                                          |
|  | \| \| Rayjacksonia \| \| \| \| \| \| Isocoma \| \| \| \| |
|  |                                                          |
|  | Rayjacksonia                                             |
|  |                                                          |
|  | Isocoma                                                  |
|  |                                                          |

|  | Rayjacksonia |
|  |              |
|  | Isocoma      |
|  |              |

|                 | Haplopappus                                                |
|                 |                                                            |
| Lessingia group | \| \| Corethrogyne \| \| \| \| \| \| Lessingia \| \| \| \| |
|                 | \| \| Corethrogyne \| \| \| \| \| \| Lessingia \| \| \| \| |
|                 | Corethrogyne                                               |
|                 |                                                            |
|                 | Lessingia                                                  |
|                 |                                                            |

|  | Corethrogyne |
|  |              |
|  | Lessingia    |
|  |              |

|                 | Haplopappus                                                |
|                 |                                                            |
| Lessingia group | \| \| Corethrogyne \| \| \| \| \| \| Lessingia \| \| \| \| |
|                 | \| \| Corethrogyne \| \| \| \| \| \| Lessingia \| \| \| \| |
|                 | Corethrogyne                                               |
|                 |                                                            |
|                 | Lessingia                                                  |
|                 |                                                            |

|  | Corethrogyne |
|  |              |
|  | Lessingia    |
|  |              |

|  | Xanthocephalum                                           |
|  |                                                          |
|  | \| \| Rayjacksonia \| \| \| \| \| \| Isocoma \| \| \| \| |
|  |                                                          |
|  | Rayjacksonia                                             |
|  |                                                          |
|  | Isocoma                                                  |
|  |                                                          |

|  | Rayjacksonia |
|  |              |
|  | Isocoma      |
|  |              |

|  | Xanthocephalum                                           |
|  |                                                          |
|  | \| \| Rayjacksonia \| \| \| \| \| \| Isocoma \| \| \| \| |
|  |                                                          |
|  | Rayjacksonia                                             |
|  |                                                          |
|  | Isocoma                                                  |
|  |                                                          |

|  | Rayjacksonia |
|  |              |
|  | Isocoma      |
|  |              |

|  | Xanthocephalum                                           |
|  |                                                          |
|  | \| \| Rayjacksonia \| \| \| \| \| \| Isocoma \| \| \| \| |
|  |                                                          |
|  | Rayjacksonia                                             |
|  |                                                          |
|  | Isocoma                                                  |
|  |                                                          |

|  | Rayjacksonia |
|  |              |
|  | Isocoma      |
|  |              |

|  | Xanthocephalum                                           |
|  |                                                          |
|  | \| \| Rayjacksonia \| \| \| \| \| \| Isocoma \| \| \| \| |
|  |                                                          |
|  | Rayjacksonia                                             |
|  |                                                          |
|  | Isocoma                                                  |
|  |                                                          |

|  | Rayjacksonia |
|  |              |
|  | Isocoma      |
|  |              |

|  | Leucosyris - Dieteria |
|  |                       |
|  | Xylorhiza             |
|  |                       |

|  | \| \| Machaeranthera \| \| \| \| \| \| Oonopsis \| \| \| \| |
|  |                                                             |
|  | Xanthisma                                                   |
|  |                                                             |
|  | Machaeranthera                                              |
|  |                                                             |
|  | Oonopsis                                                    |
|  |                                                             |

|  | Machaeranthera |
|  |                |
|  | Oonopsis       |
|  |                |

|                 | Haplopappus                                                |
|                 |                                                            |
| Lessingia group | \| \| Corethrogyne \| \| \| \| \| \| Lessingia \| \| \| \| |
|                 | \| \| Corethrogyne \| \| \| \| \| \| Lessingia \| \| \| \| |
|                 | Corethrogyne                                               |
|                 |                                                            |
|                 | Lessingia                                                  |
|                 |                                                            |

|  | Corethrogyne |
|  |              |
|  | Lessingia    |
|  |              |

|                 | Haplopappus                                                |
|                 |                                                            |
| Lessingia group | \| \| Corethrogyne \| \| \| \| \| \| Lessingia \| \| \| \| |
|                 | \| \| Corethrogyne \| \| \| \| \| \| Lessingia \| \| \| \| |
|                 | Corethrogyne                                               |
|                 |                                                            |
|                 | Lessingia                                                  |
|                 |                                                            |

|  | Corethrogyne |
|  |              |
|  | Lessingia    |
|  |              |

|  | Xanthocephalum                                           |
|  |                                                          |
|  | \| \| Rayjacksonia \| \| \| \| \| \| Isocoma \| \| \| \| |
|  |                                                          |
|  | Rayjacksonia                                             |
|  |                                                          |
|  | Isocoma                                                  |
|  |                                                          |

|  | Rayjacksonia |
|  |              |
|  | Isocoma      |
|  |              |

|  | Xanthocephalum                                           |
|  |                                                          |
|  | \| \| Rayjacksonia \| \| \| \| \| \| Isocoma \| \| \| \| |
|  |                                                          |
|  | Rayjacksonia                                             |
|  |                                                          |
|  | Isocoma                                                  |
|  |                                                          |

|  | Rayjacksonia |
|  |              |
|  | Isocoma      |
|  |              |

|  | Xanthocephalum                                           |
|  |                                                          |
|  | \| \| Rayjacksonia \| \| \| \| \| \| Isocoma \| \| \| \| |
|  |                                                          |
|  | Rayjacksonia                                             |
|  |                                                          |
|  | Isocoma                                                  |
|  |                                                          |

|  | Rayjacksonia |
|  |              |
|  | Isocoma      |
|  |              |

|  | Xanthocephalum                                           |
|  |                                                          |
|  | \| \| Rayjacksonia \| \| \| \| \| \| Isocoma \| \| \| \| |
|  |                                                          |
|  | Rayjacksonia                                             |
|  |                                                          |
|  | Isocoma                                                  |
|  |                                                          |

|  | Rayjacksonia |
|  |              |
|  | Isocoma      |
|  |              |

|                 | Haplopappus                                                |
|                 |                                                            |
| Lessingia group | \| \| Corethrogyne \| \| \| \| \| \| Lessingia \| \| \| \| |
|                 | \| \| Corethrogyne \| \| \| \| \| \| Lessingia \| \| \| \| |
|                 | Corethrogyne                                               |
|                 |                                                            |
|                 | Lessingia                                                  |
|                 |                                                            |

|  | Corethrogyne |
|  |              |
|  | Lessingia    |
|  |              |

|                 | Haplopappus                                                |
|                 |                                                            |
| Lessingia group | \| \| Corethrogyne \| \| \| \| \| \| Lessingia \| \| \| \| |
|                 | \| \| Corethrogyne \| \| \| \| \| \| Lessingia \| \| \| \| |
|                 | Corethrogyne                                               |
|                 |                                                            |
|                 | Lessingia                                                  |
|                 |                                                            |

|  | Corethrogyne |
|  |              |
|  | Lessingia    |
|  |              |

|  | Xanthocephalum                                           |
|  |                                                          |
|  | \| \| Rayjacksonia \| \| \| \| \| \| Isocoma \| \| \| \| |
|  |                                                          |
|  | Rayjacksonia                                             |
|  |                                                          |
|  | Isocoma                                                  |
|  |                                                          |

|  | Rayjacksonia |
|  |              |
|  | Isocoma      |
|  |              |

|  | Xanthocephalum                                           |
|  |                                                          |
|  | \| \| Rayjacksonia \| \| \| \| \| \| Isocoma \| \| \| \| |
|  |                                                          |
|  | Rayjacksonia                                             |
|  |                                                          |
|  | Isocoma                                                  |
|  |                                                          |

|  | Rayjacksonia |
|  |              |
|  | Isocoma      |
|  |              |

|  | Xanthocephalum                                           |
|  |                                                          |
|  | \| \| Rayjacksonia \| \| \| \| \| \| Isocoma \| \| \| \| |
|  |                                                          |
|  | Rayjacksonia                                             |
|  |                                                          |
|  | Isocoma                                                  |
|  |                                                          |

|  | Rayjacksonia |
|  |              |
|  | Isocoma      |
|  |              |

|  | Xanthocephalum                                           |
|  |                                                          |
|  | \| \| Rayjacksonia \| \| \| \| \| \| Isocoma \| \| \| \| |
|  |                                                          |
|  | Rayjacksonia                                             |
|  |                                                          |
|  | Isocoma                                                  |
|  |                                                          |

|  | Rayjacksonia |
|  |              |
|  | Isocoma      |
|  |              |

|  | \| \| Machaeranthera \| \| \| \| \| \| Oonopsis \| \| \| \| |
|  |                                                             |
|  | Xanthisma                                                   |
|  |                                                             |
|  | Machaeranthera                                              |
|  |                                                             |
|  | Oonopsis                                                    |
|  |                                                             |

|  | Machaeranthera |
|  |                |
|  | Oonopsis       |
|  |                |

|                 | Haplopappus                                                |
|                 |                                                            |
| Lessingia group | \| \| Corethrogyne \| \| \| \| \| \| Lessingia \| \| \| \| |
|                 | \| \| Corethrogyne \| \| \| \| \| \| Lessingia \| \| \| \| |
|                 | Corethrogyne                                               |
|                 |                                                            |
|                 | Lessingia                                                  |
|                 |                                                            |

|  | Corethrogyne |
|  |              |
|  | Lessingia    |
|  |              |

|                 | Haplopappus                                                |
|                 |                                                            |
| Lessingia group | \| \| Corethrogyne \| \| \| \| \| \| Lessingia \| \| \| \| |
|                 | \| \| Corethrogyne \| \| \| \| \| \| Lessingia \| \| \| \| |
|                 | Corethrogyne                                               |
|                 |                                                            |
|                 | Lessingia                                                  |
|                 |                                                            |

|  | Corethrogyne |
|  |              |
|  | Lessingia    |
|  |              |

|  | Xanthocephalum                                           |
|  |                                                          |
|  | \| \| Rayjacksonia \| \| \| \| \| \| Isocoma \| \| \| \| |
|  |                                                          |
|  | Rayjacksonia                                             |
|  |                                                          |
|  | Isocoma                                                  |
|  |                                                          |

|  | Rayjacksonia |
|  |              |
|  | Isocoma      |
|  |              |

|  | Xanthocephalum                                           |
|  |                                                          |
|  | \| \| Rayjacksonia \| \| \| \| \| \| Isocoma \| \| \| \| |
|  |                                                          |
|  | Rayjacksonia                                             |
|  |                                                          |
|  | Isocoma                                                  |
|  |                                                          |

|  | Rayjacksonia |
|  |              |
|  | Isocoma      |
|  |              |

|  | Xanthocephalum                                           |
|  |                                                          |
|  | \| \| Rayjacksonia \| \| \| \| \| \| Isocoma \| \| \| \| |
|  |                                                          |
|  | Rayjacksonia                                             |
|  |                                                          |
|  | Isocoma                                                  |
|  |                                                          |

|  | Rayjacksonia |
|  |              |
|  | Isocoma      |
|  |              |

|  | Xanthocephalum                                           |
|  |                                                          |
|  | \| \| Rayjacksonia \| \| \| \| \| \| Isocoma \| \| \| \| |
|  |                                                          |
|  | Rayjacksonia                                             |
|  |                                                          |
|  | Isocoma                                                  |
|  |                                                          |

|  | Rayjacksonia |
|  |              |
|  | Isocoma      |
|  |              |

|                 | Haplopappus                                                |
|                 |                                                            |
| Lessingia group | \| \| Corethrogyne \| \| \| \| \| \| Lessingia \| \| \| \| |
|                 | \| \| Corethrogyne \| \| \| \| \| \| Lessingia \| \| \| \| |
|                 | Corethrogyne                                               |
|                 |                                                            |
|                 | Lessingia                                                  |
|                 |                                                            |

|  | Corethrogyne |
|  |              |
|  | Lessingia    |
|  |              |

|                 | Haplopappus                                                |
|                 |                                                            |
| Lessingia group | \| \| Corethrogyne \| \| \| \| \| \| Lessingia \| \| \| \| |
|                 | \| \| Corethrogyne \| \| \| \| \| \| Lessingia \| \| \| \| |
|                 | Corethrogyne                                               |
|                 |                                                            |
|                 | Lessingia                                                  |
|                 |                                                            |

|  | Corethrogyne |
|  |              |
|  | Lessingia    |
|  |              |

|  | Xanthocephalum                                           |
|  |                                                          |
|  | \| \| Rayjacksonia \| \| \| \| \| \| Isocoma \| \| \| \| |
|  |                                                          |
|  | Rayjacksonia                                             |
|  |                                                          |
|  | Isocoma                                                  |
|  |                                                          |

|  | Rayjacksonia |
|  |              |
|  | Isocoma      |
|  |              |

|  | Xanthocephalum                                           |
|  |                                                          |
|  | \| \| Rayjacksonia \| \| \| \| \| \| Isocoma \| \| \| \| |
|  |                                                          |
|  | Rayjacksonia                                             |
|  |                                                          |
|  | Isocoma                                                  |
|  |                                                          |

|  | Rayjacksonia |
|  |              |
|  | Isocoma      |
|  |              |

|  | Xanthocephalum                                           |
|  |                                                          |
|  | \| \| Rayjacksonia \| \| \| \| \| \| Isocoma \| \| \| \| |
|  |                                                          |
|  | Rayjacksonia                                             |
|  |                                                          |
|  | Isocoma                                                  |
|  |                                                          |

|  | Rayjacksonia |
|  |              |
|  | Isocoma      |
|  |              |

|  | Xanthocephalum                                           |
|  |                                                          |
|  | \| \| Rayjacksonia \| \| \| \| \| \| Isocoma \| \| \| \| |
|  |                                                          |
|  | Rayjacksonia                                             |
|  |                                                          |
|  | Isocoma                                                  |
|  |                                                          |

|  | Rayjacksonia |
|  |              |
|  | Isocoma      |
|  |              |

|  | Leucosyris - Dieteria |
|  |                       |
|  | Xylorhiza             |
|  |                       |

|  | \| \| Machaeranthera \| \| \| \| \| \| Oonopsis \| \| \| \| |
|  |                                                             |
|  | Xanthisma                                                   |
|  |                                                             |
|  | Machaeranthera                                              |
|  |                                                             |
|  | Oonopsis                                                    |
|  |                                                             |

|  | Machaeranthera |
|  |                |
|  | Oonopsis       |
|  |                |

|                 | Haplopappus                                                |
|                 |                                                            |
| Lessingia group | \| \| Corethrogyne \| \| \| \| \| \| Lessingia \| \| \| \| |
|                 | \| \| Corethrogyne \| \| \| \| \| \| Lessingia \| \| \| \| |
|                 | Corethrogyne                                               |
|                 |                                                            |
|                 | Lessingia                                                  |
|                 |                                                            |

|  | Corethrogyne |
|  |              |
|  | Lessingia    |
|  |              |

|                 | Haplopappus                                                |
|                 |                                                            |
| Lessingia group | \| \| Corethrogyne \| \| \| \| \| \| Lessingia \| \| \| \| |
|                 | \| \| Corethrogyne \| \| \| \| \| \| Lessingia \| \| \| \| |
|                 | Corethrogyne                                               |
|                 |                                                            |
|                 | Lessingia                                                  |
|                 |                                                            |

|  | Corethrogyne |
|  |              |
|  | Lessingia    |
|  |              |

|  | Xanthocephalum                                           |
|  |                                                          |
|  | \| \| Rayjacksonia \| \| \| \| \| \| Isocoma \| \| \| \| |
|  |                                                          |
|  | Rayjacksonia                                             |
|  |                                                          |
|  | Isocoma                                                  |
|  |                                                          |

|  | Rayjacksonia |
|  |              |
|  | Isocoma      |
|  |              |

|  | Xanthocephalum                                           |
|  |                                                          |
|  | \| \| Rayjacksonia \| \| \| \| \| \| Isocoma \| \| \| \| |
|  |                                                          |
|  | Rayjacksonia                                             |
|  |                                                          |
|  | Isocoma                                                  |
|  |                                                          |

|  | Rayjacksonia |
|  |              |
|  | Isocoma      |
|  |              |

|  | Xanthocephalum                                           |
|  |                                                          |
|  | \| \| Rayjacksonia \| \| \| \| \| \| Isocoma \| \| \| \| |
|  |                                                          |
|  | Rayjacksonia                                             |
|  |                                                          |
|  | Isocoma                                                  |
|  |                                                          |

|  | Rayjacksonia |
|  |              |
|  | Isocoma      |
|  |              |

|  | Xanthocephalum                                           |
|  |                                                          |
|  | \| \| Rayjacksonia \| \| \| \| \| \| Isocoma \| \| \| \| |
|  |                                                          |
|  | Rayjacksonia                                             |
|  |                                                          |
|  | Isocoma                                                  |
|  |                                                          |

|  | Rayjacksonia |
|  |              |
|  | Isocoma      |
|  |              |

|                 | Haplopappus                                                |
|                 |                                                            |
| Lessingia group | \| \| Corethrogyne \| \| \| \| \| \| Lessingia \| \| \| \| |
|                 | \| \| Corethrogyne \| \| \| \| \| \| Lessingia \| \| \| \| |
|                 | Corethrogyne                                               |
|                 |                                                            |
|                 | Lessingia                                                  |
|                 |                                                            |

|  | Corethrogyne |
|  |              |
|  | Lessingia    |
|  |              |

|                 | Haplopappus                                                |
|                 |                                                            |
| Lessingia group | \| \| Corethrogyne \| \| \| \| \| \| Lessingia \| \| \| \| |
|                 | \| \| Corethrogyne \| \| \| \| \| \| Lessingia \| \| \| \| |
|                 | Corethrogyne                                               |
|                 |                                                            |
|                 | Lessingia                                                  |
|                 |                                                            |

|  | Corethrogyne |
|  |              |
|  | Lessingia    |
|  |              |

|  | Xanthocephalum                                           |
|  |                                                          |
|  | \| \| Rayjacksonia \| \| \| \| \| \| Isocoma \| \| \| \| |
|  |                                                          |
|  | Rayjacksonia                                             |
|  |                                                          |
|  | Isocoma                                                  |
|  |                                                          |

|  | Rayjacksonia |
|  |              |
|  | Isocoma      |
|  |              |

|  | Xanthocephalum                                           |
|  |                                                          |
|  | \| \| Rayjacksonia \| \| \| \| \| \| Isocoma \| \| \| \| |
|  |                                                          |
|  | Rayjacksonia                                             |
|  |                                                          |
|  | Isocoma                                                  |
|  |                                                          |

|  | Rayjacksonia |
|  |              |
|  | Isocoma      |
|  |              |

|  | Xanthocephalum                                           |
|  |                                                          |
|  | \| \| Rayjacksonia \| \| \| \| \| \| Isocoma \| \| \| \| |
|  |                                                          |
|  | Rayjacksonia                                             |
|  |                                                          |
|  | Isocoma                                                  |
|  |                                                          |

|  | Rayjacksonia |
|  |              |
|  | Isocoma      |
|  |              |

|  | Xanthocephalum                                           |
|  |                                                          |
|  | \| \| Rayjacksonia \| \| \| \| \| \| Isocoma \| \| \| \| |
|  |                                                          |
|  | Rayjacksonia                                             |
|  |                                                          |
|  | Isocoma                                                  |
|  |                                                          |

|  | Rayjacksonia |
|  |              |
|  | Isocoma      |
|  |              |

|  | \| \| Machaeranthera \| \| \| \| \| \| Oonopsis \| \| \| \| |
|  |                                                             |
|  | Xanthisma                                                   |
|  |                                                             |
|  | Machaeranthera                                              |
|  |                                                             |
|  | Oonopsis                                                    |
|  |                                                             |

|  | Machaeranthera |
|  |                |
|  | Oonopsis       |
|  |                |

|                 | Haplopappus                                                |
|                 |                                                            |
| Lessingia group | \| \| Corethrogyne \| \| \| \| \| \| Lessingia \| \| \| \| |
|                 | \| \| Corethrogyne \| \| \| \| \| \| Lessingia \| \| \| \| |
|                 | Corethrogyne                                               |
|                 |                                                            |
|                 | Lessingia                                                  |
|                 |                                                            |

|  | Corethrogyne |
|  |              |
|  | Lessingia    |
|  |              |

|                 | Haplopappus                                                |
|                 |                                                            |
| Lessingia group | \| \| Corethrogyne \| \| \| \| \| \| Lessingia \| \| \| \| |
|                 | \| \| Corethrogyne \| \| \| \| \| \| Lessingia \| \| \| \| |
|                 | Corethrogyne                                               |
|                 |                                                            |
|                 | Lessingia                                                  |
|                 |                                                            |

|  | Corethrogyne |
|  |              |
|  | Lessingia    |
|  |              |

|  | Xanthocephalum                                           |
|  |                                                          |
|  | \| \| Rayjacksonia \| \| \| \| \| \| Isocoma \| \| \| \| |
|  |                                                          |
|  | Rayjacksonia                                             |
|  |                                                          |
|  | Isocoma                                                  |
|  |                                                          |

|  | Rayjacksonia |
|  |              |
|  | Isocoma      |
|  |              |

|  | Xanthocephalum                                           |
|  |                                                          |
|  | \| \| Rayjacksonia \| \| \| \| \| \| Isocoma \| \| \| \| |
|  |                                                          |
|  | Rayjacksonia                                             |
|  |                                                          |
|  | Isocoma                                                  |
|  |                                                          |

|  | Rayjacksonia |
|  |              |
|  | Isocoma      |
|  |              |

|  | Xanthocephalum                                           |
|  |                                                          |
|  | \| \| Rayjacksonia \| \| \| \| \| \| Isocoma \| \| \| \| |
|  |                                                          |
|  | Rayjacksonia                                             |
|  |                                                          |
|  | Isocoma                                                  |
|  |                                                          |

|  | Rayjacksonia |
|  |              |
|  | Isocoma      |
|  |              |

|  | Xanthocephalum                                           |
|  |                                                          |
|  | \| \| Rayjacksonia \| \| \| \| \| \| Isocoma \| \| \| \| |
|  |                                                          |
|  | Rayjacksonia                                             |
|  |                                                          |
|  | Isocoma                                                  |
|  |                                                          |

|  | Rayjacksonia |
|  |              |
|  | Isocoma      |
|  |              |

|                 | Haplopappus                                                |
|                 |                                                            |
| Lessingia group | \| \| Corethrogyne \| \| \| \| \| \| Lessingia \| \| \| \| |
|                 | \| \| Corethrogyne \| \| \| \| \| \| Lessingia \| \| \| \| |
|                 | Corethrogyne                                               |
|                 |                                                            |
|                 | Lessingia                                                  |
|                 |                                                            |

|  | Corethrogyne |
|  |              |
|  | Lessingia    |
|  |              |

|                 | Haplopappus                                                |
|                 |                                                            |
| Lessingia group | \| \| Corethrogyne \| \| \| \| \| \| Lessingia \| \| \| \| |
|                 | \| \| Corethrogyne \| \| \| \| \| \| Lessingia \| \| \| \| |
|                 | Corethrogyne                                               |
|                 |                                                            |
|                 | Lessingia                                                  |
|                 |                                                            |

|  | Corethrogyne |
|  |              |
|  | Lessingia    |
|  |              |

|  | Xanthocephalum                                           |
|  |                                                          |
|  | \| \| Rayjacksonia \| \| \| \| \| \| Isocoma \| \| \| \| |
|  |                                                          |
|  | Rayjacksonia                                             |
|  |                                                          |
|  | Isocoma                                                  |
|  |                                                          |

|  | Rayjacksonia |
|  |              |
|  | Isocoma      |
|  |              |

|  | Xanthocephalum                                           |
|  |                                                          |
|  | \| \| Rayjacksonia \| \| \| \| \| \| Isocoma \| \| \| \| |
|  |                                                          |
|  | Rayjacksonia                                             |
|  |                                                          |
|  | Isocoma                                                  |
|  |                                                          |

|  | Rayjacksonia |
|  |              |
|  | Isocoma      |
|  |              |

|  | Xanthocephalum                                           |
|  |                                                          |
|  | \| \| Rayjacksonia \| \| \| \| \| \| Isocoma \| \| \| \| |
|  |                                                          |
|  | Rayjacksonia                                             |
|  |                                                          |
|  | Isocoma                                                  |
|  |                                                          |

|  | Rayjacksonia |
|  |              |
|  | Isocoma      |
|  |              |

|  | Xanthocephalum                                           |
|  |                                                          |
|  | \| \| Rayjacksonia \| \| \| \| \| \| Isocoma \| \| \| \| |
|  |                                                          |
|  | Rayjacksonia                                             |
|  |                                                          |
|  | Isocoma                                                  |
|  |                                                          |

|  | Rayjacksonia |
|  |              |
|  | Isocoma      |
|  |              |

|  | Leucosyris - Dieteria |
|  |                       |
|  | Xylorhiza             |
|  |                       |

|  | \| \| Machaeranthera \| \| \| \| \| \| Oonopsis \| \| \| \| |
|  |                                                             |
|  | Xanthisma                                                   |
|  |                                                             |
|  | Machaeranthera                                              |
|  |                                                             |
|  | Oonopsis                                                    |
|  |                                                             |

|  | Machaeranthera |
|  |                |
|  | Oonopsis       |
|  |                |

|                 | Haplopappus                                                |
|                 |                                                            |
| Lessingia group | \| \| Corethrogyne \| \| \| \| \| \| Lessingia \| \| \| \| |
|                 | \| \| Corethrogyne \| \| \| \| \| \| Lessingia \| \| \| \| |
|                 | Corethrogyne                                               |
|                 |                                                            |
|                 | Lessingia                                                  |
|                 |                                                            |

|  | Corethrogyne |
|  |              |
|  | Lessingia    |
|  |              |

|                 | Haplopappus                                                |
|                 |                                                            |
| Lessingia group | \| \| Corethrogyne \| \| \| \| \| \| Lessingia \| \| \| \| |
|                 | \| \| Corethrogyne \| \| \| \| \| \| Lessingia \| \| \| \| |
|                 | Corethrogyne                                               |
|                 |                                                            |
|                 | Lessingia                                                  |
|                 |                                                            |

|  | Corethrogyne |
|  |              |
|  | Lessingia    |
|  |              |

|  | Xanthocephalum                                           |
|  |                                                          |
|  | \| \| Rayjacksonia \| \| \| \| \| \| Isocoma \| \| \| \| |
|  |                                                          |
|  | Rayjacksonia                                             |
|  |                                                          |
|  | Isocoma                                                  |
|  |                                                          |

|  | Rayjacksonia |
|  |              |
|  | Isocoma      |
|  |              |

|  | Xanthocephalum                                           |
|  |                                                          |
|  | \| \| Rayjacksonia \| \| \| \| \| \| Isocoma \| \| \| \| |
|  |                                                          |
|  | Rayjacksonia                                             |
|  |                                                          |
|  | Isocoma                                                  |
|  |                                                          |

|  | Rayjacksonia |
|  |              |
|  | Isocoma      |
|  |              |

|  | Xanthocephalum                                           |
|  |                                                          |
|  | \| \| Rayjacksonia \| \| \| \| \| \| Isocoma \| \| \| \| |
|  |                                                          |
|  | Rayjacksonia                                             |
|  |                                                          |
|  | Isocoma                                                  |
|  |                                                          |

|  | Rayjacksonia |
|  |              |
|  | Isocoma      |
|  |              |

|  | Xanthocephalum                                           |
|  |                                                          |
|  | \| \| Rayjacksonia \| \| \| \| \| \| Isocoma \| \| \| \| |
|  |                                                          |
|  | Rayjacksonia                                             |
|  |                                                          |
|  | Isocoma                                                  |
|  |                                                          |

|  | Rayjacksonia |
|  |              |
|  | Isocoma      |
|  |              |

|                 | Haplopappus                                                |
|                 |                                                            |
| Lessingia group | \| \| Corethrogyne \| \| \| \| \| \| Lessingia \| \| \| \| |
|                 | \| \| Corethrogyne \| \| \| \| \| \| Lessingia \| \| \| \| |
|                 | Corethrogyne                                               |
|                 |                                                            |
|                 | Lessingia                                                  |
|                 |                                                            |

|  | Corethrogyne |
|  |              |
|  | Lessingia    |
|  |              |

|                 | Haplopappus                                                |
|                 |                                                            |
| Lessingia group | \| \| Corethrogyne \| \| \| \| \| \| Lessingia \| \| \| \| |
|                 | \| \| Corethrogyne \| \| \| \| \| \| Lessingia \| \| \| \| |
|                 | Corethrogyne                                               |
|                 |                                                            |
|                 | Lessingia                                                  |
|                 |                                                            |

|  | Corethrogyne |
|  |              |
|  | Lessingia    |
|  |              |

|  | Xanthocephalum                                           |
|  |                                                          |
|  | \| \| Rayjacksonia \| \| \| \| \| \| Isocoma \| \| \| \| |
|  |                                                          |
|  | Rayjacksonia                                             |
|  |                                                          |
|  | Isocoma                                                  |
|  |                                                          |

|  | Rayjacksonia |
|  |              |
|  | Isocoma      |
|  |              |

|  | Xanthocephalum                                           |
|  |                                                          |
|  | \| \| Rayjacksonia \| \| \| \| \| \| Isocoma \| \| \| \| |
|  |                                                          |
|  | Rayjacksonia                                             |
|  |                                                          |
|  | Isocoma                                                  |
|  |                                                          |

|  | Rayjacksonia |
|  |              |
|  | Isocoma      |
|  |              |

|  | Xanthocephalum                                           |
|  |                                                          |
|  | \| \| Rayjacksonia \| \| \| \| \| \| Isocoma \| \| \| \| |
|  |                                                          |
|  | Rayjacksonia                                             |
|  |                                                          |
|  | Isocoma                                                  |
|  |                                                          |

|  | Rayjacksonia |
|  |              |
|  | Isocoma      |
|  |              |

|  | Xanthocephalum                                           |
|  |                                                          |
|  | \| \| Rayjacksonia \| \| \| \| \| \| Isocoma \| \| \| \| |
|  |                                                          |
|  | Rayjacksonia                                             |
|  |                                                          |
|  | Isocoma                                                  |
|  |                                                          |

|  | Rayjacksonia |
|  |              |
|  | Isocoma      |
|  |              |

|  | \| \| Machaeranthera \| \| \| \| \| \| Oonopsis \| \| \| \| |
|  |                                                             |
|  | Xanthisma                                                   |
|  |                                                             |
|  | Machaeranthera                                              |
|  |                                                             |
|  | Oonopsis                                                    |
|  |                                                             |

|  | Machaeranthera |
|  |                |
|  | Oonopsis       |
|  |                |

|                 | Haplopappus                                                |
|                 |                                                            |
| Lessingia group | \| \| Corethrogyne \| \| \| \| \| \| Lessingia \| \| \| \| |
|                 | \| \| Corethrogyne \| \| \| \| \| \| Lessingia \| \| \| \| |
|                 | Corethrogyne                                               |
|                 |                                                            |
|                 | Lessingia                                                  |
|                 |                                                            |

|  | Corethrogyne |
|  |              |
|  | Lessingia    |
|  |              |

|                 | Haplopappus                                                |
|                 |                                                            |
| Lessingia group | \| \| Corethrogyne \| \| \| \| \| \| Lessingia \| \| \| \| |
|                 | \| \| Corethrogyne \| \| \| \| \| \| Lessingia \| \| \| \| |
|                 | Corethrogyne                                               |
|                 |                                                            |
|                 | Lessingia                                                  |
|                 |                                                            |

|  | Corethrogyne |
|  |              |
|  | Lessingia    |
|  |              |

|  | Xanthocephalum                                           |
|  |                                                          |
|  | \| \| Rayjacksonia \| \| \| \| \| \| Isocoma \| \| \| \| |
|  |                                                          |
|  | Rayjacksonia                                             |
|  |                                                          |
|  | Isocoma                                                  |
|  |                                                          |

|  | Rayjacksonia |
|  |              |
|  | Isocoma      |
|  |              |

|  | Xanthocephalum                                           |
|  |                                                          |
|  | \| \| Rayjacksonia \| \| \| \| \| \| Isocoma \| \| \| \| |
|  |                                                          |
|  | Rayjacksonia                                             |
|  |                                                          |
|  | Isocoma                                                  |
|  |                                                          |

|  | Rayjacksonia |
|  |              |
|  | Isocoma      |
|  |              |

|  | Xanthocephalum                                           |
|  |                                                          |
|  | \| \| Rayjacksonia \| \| \| \| \| \| Isocoma \| \| \| \| |
|  |                                                          |
|  | Rayjacksonia                                             |
|  |                                                          |
|  | Isocoma                                                  |
|  |                                                          |

|  | Rayjacksonia |
|  |              |
|  | Isocoma      |
|  |              |

|  | Xanthocephalum                                           |
|  |                                                          |
|  | \| \| Rayjacksonia \| \| \| \| \| \| Isocoma \| \| \| \| |
|  |                                                          |
|  | Rayjacksonia                                             |
|  |                                                          |
|  | Isocoma                                                  |
|  |                                                          |

|  | Rayjacksonia |
|  |              |
|  | Isocoma      |
|  |              |

|                 | Haplopappus                                                |
|                 |                                                            |
| Lessingia group | \| \| Corethrogyne \| \| \| \| \| \| Lessingia \| \| \| \| |
|                 | \| \| Corethrogyne \| \| \| \| \| \| Lessingia \| \| \| \| |
|                 | Corethrogyne                                               |
|                 |                                                            |
|                 | Lessingia                                                  |
|                 |                                                            |

|  | Corethrogyne |
|  |              |
|  | Lessingia    |
|  |              |

|                 | Haplopappus                                                |
|                 |                                                            |
| Lessingia group | \| \| Corethrogyne \| \| \| \| \| \| Lessingia \| \| \| \| |
|                 | \| \| Corethrogyne \| \| \| \| \| \| Lessingia \| \| \| \| |
|                 | Corethrogyne                                               |
|                 |                                                            |
|                 | Lessingia                                                  |
|                 |                                                            |

|  | Corethrogyne |
|  |              |
|  | Lessingia    |
|  |              |

|  | Xanthocephalum                                           |
|  |                                                          |
|  | \| \| Rayjacksonia \| \| \| \| \| \| Isocoma \| \| \| \| |
|  |                                                          |
|  | Rayjacksonia                                             |
|  |                                                          |
|  | Isocoma                                                  |
|  |                                                          |

|  | Rayjacksonia |
|  |              |
|  | Isocoma      |
|  |              |

|  | Xanthocephalum                                           |
|  |                                                          |
|  | \| \| Rayjacksonia \| \| \| \| \| \| Isocoma \| \| \| \| |
|  |                                                          |
|  | Rayjacksonia                                             |
|  |                                                          |
|  | Isocoma                                                  |
|  |                                                          |

|  | Rayjacksonia |
|  |              |
|  | Isocoma      |
|  |              |

|  | Xanthocephalum                                           |
|  |                                                          |
|  | \| \| Rayjacksonia \| \| \| \| \| \| Isocoma \| \| \| \| |
|  |                                                          |
|  | Rayjacksonia                                             |
|  |                                                          |
|  | Isocoma                                                  |
|  |                                                          |

|  | Rayjacksonia |
|  |              |
|  | Isocoma      |
|  |              |

|  | Xanthocephalum                                           |
|  |                                                          |
|  | \| \| Rayjacksonia \| \| \| \| \| \| Isocoma \| \| \| \| |
|  |                                                          |
|  | Rayjacksonia                                             |
|  |                                                          |
|  | Isocoma                                                  |
|  |                                                          |

|  | Rayjacksonia |
|  |              |
|  | Isocoma      |
|  |              |

I caratteri distintivi delle specie di questa sottotribù sono:
- le foglie sono intere, o dentate, o lobate, o pennatifide con denti e apici normalmente spinulosi;
- le setole del pappo tendono ad essere piatte almeno alla base e spesso sono disposte scalarmente;
- il numero cromosomico è 2n=12 (e valori più ridotti).

Il numero cromosomico massimo di questo gruppo è: 2n = 18.

### Composizione della sottotribù
La sottotribù Machaerantherinae comprende 20 generi e 288 specie.
| Genere                                   | N. specie                                                    | Distribuzione                                                      | Caratteri più significativi | Numeri cromosomici        | Fiori |
| ---------------------------------------- | ------------------------------------------------------------ | ------------------------------------------------------------------ | --- | ------------------------- | ----- |
| Benitoa D.D.Keck, 1956                   | Una specie: Benitoa occidentalis (H.M.Hall) D.D.Keck, 1956   | California                                                         | I fiori del raggio sono fertili ed hanno le corolle colorate di giallo. - I fiori del disco sono funzionalmente maschili. - L'indumento dei gambi e delle foglie non è tomentoso. | 2n = 10                   |       |
| Corethrogyne DC., 1836                   | Una specie: Corethrogyne filaginifolia Nutt., 1840           | U.S.A. e Messico (costa pacifica)                                  | L'indumento dei gambi e delle foglie è tomentoso (in modo denso o sparso). - I fiori del raggio non sono fertili ed hanno le corolle colorate di bianco, blu o rosa. - I fiori del disco sono ermafroditi (con androceo e gineceo). | 2n = 10                   |       |
| Dieteria Nutt., 1840                     | 4                                                            | America del Nord parte occidentale dal Messico al Canada           | L'indumento delle piante è variamente pubescente per peli ghiandolari e/o non ghiandolari. - La lamina fogliare è intera o dentata. - I fiori del raggio sono provvisti di un vistoso pappo. | 2n = 8                    |       |
| Eurybia (Cass.) Cass., 1820              | 27                                                           | America del Nord, Penisola scandinava e Siberia (fino al Giappone) | Le foglie sono intere o raramente dentate. - Gli acheni hanno delle forme da cilindriche a subcilindriche. - Il pappo è provvisto di setole. | 2n = 18                   |       |
| Grindelia Willd., 1807                   | 67                                                           | America del nord e del sud (esclusa la parte tropicale)            | Le piante hanno un ciclo biologico annuale o perenne, la parte sotterranea del fusto è fittonante, mentre la parte aerea ha steli solidi per un habitat più secco. - La pagina fogliare è punteggiato-resinosa. - I frutti acheni si presentano gonfi e non alati, altri sono piatti e alati. - Il pappo è formato da lisce e minute ariste incurvate verso l'alto (o anche verso il basso e finemente barbate. | 2n = 12                   |       |
| Haplopappus Cass., 1828                  | 72                                                           | Sudamerica                                                         | Le piante sono originarie del Sud America. - Le foglie normalmente hanno una consistenza coriacea con lamina dentata o lobata. - I capolini spesso sono solitari (raramente sono aggregati) su lunghi peduncoli afilli. - Le brattee esterne dell'involucro non sono simili alle foglie. | 2n = 10 e 12              |       |
| Hazardia Greene, 1887                    | 11                                                           | California e Messico (nord occidentale)                            | L'habitus delle piante è arbustivo. - Le foglie sono sia a consistenza erbacea che coriacea, a lamina intera o lobata. - I capolini sono spesso numerosi su singoli steli. - Le brattee esterne dell'involucro sono a volte simili alle foglie. | 2n = 8, 10, 12            |       |
| Isocoma Nutt., 1840                      | 16                                                           | U.S.A. e Messico                                                   | Il portamento è perenne-subarbustivo. - Le foglie sono punteggiate di ghiandole (a volte stipitato-ghiandolari) e sono spesso resinose. - I capolini sono discoidali raggruppati in modo compatto in matrici terminali e corimboformi. - I fiori del raggio sono assenti. - Le corolle sono a disco a forma di calice.                                                                                          | 2n = 12                   |       |
| Lessingia Cham., 1829                    | 12                                                           | U.S.A. sud occidentali e Messico nord occidentale                  | I fiori del raggio sono assenti. - I fiori periferici del disco (quelli tubulosi) sono zigomorfi con estensioni simili a raggi. - Le appendici (stigmi) dei rami dello stilo sono troncate o subulate. | 2n = 10                   |       |
| Leucosyris Greene, 1897                  | 9                                                            | U.S.A. e Messico occidentali.                                      | Il pappo dei fiori del raggio a volte è assente. - Se il pappo è presente allora le foglie hanno la lamina 1-2-pennatifida, oppure (se la lamina è intera o dentata) le piante sono glabre ad eccezione dei margini della foglia che sono provvisti di setole o denti apicali o setole spinose. | 2n = 10                   |       |
| Machaeranthera Nees., 1832               | 2                                                            | America del Nord parte occidentale (dal Messico al Canada)         | Le piante hanno un ciclo biologico annuale. - Le foglie sono profondamente 1-2- pennatifide con denti o lobi apicali acuti e provvisti di punte setolose lunghe 0,2 – 1 mm. - Il pappo è formato da setole appuntite, appiattite e sovrapposte alla base. | 2n = 8                    |       |
| Notopappus Klingenb., 2007               | 5                                                            | Cile e Argentina                                                   | |                           |       |
| Oonopsis (Nutt.) Greene, 1896            | 4                                                            | U.S.A. centrali                                                    | Le foglie sono intere, anche quelle cauline di grandi dimensioni. - L'infiorescenza può essere avvolta dalle foglie superiori. - Le brattee involucrali esterne sono simili alle foglie | 2n = 10                   |       |
| Oreostemma Greene, 1900                  | 3                                                            | U.S.A. occidentali                                                 | Le sinflorescenze sono scapose. - Le brattee involucrali sono erbacee. - Le appendici dello stilo dei fiori del disco sono pelose. | 2n = 18                   |       |
| Pyrrocoma Hook., 1833                    | 15                                                           | Dagli U.S.A. occidentali fino al Canada settentrionale             | Le foglie, quelle basali sono persistenti, mentre verso l'infiorescenza sono fortemente ridotte. - Se la lamina delle foglie è dentata o lobata, normalmente non sono presenti setole appuntite. - I capolini sono raccolti in racemi o in spighe, meno comunemente solitari o in formazioni corimbose. | 2n = 12                   |       |
| Rayjacksonia R.L.Hartm. & M.A.Lane, 1996 | 3                                                            | U.S.A. centro-meridionali e Messico settentrionale                 | Il ciclo biologico delle piante è annuale (o eventualmente biennale). - I fiori del raggio sono presenti. - Il pappo è formato da numerose setole finemente barbate e incurvate verso l'alto. | 2n = 12                   |       |
| Stephanodoria Greene, 1895               | Una specie: Stephanodoria tomentella (B.L.Rob.) Greene, 1895 | Messico settentrionale.                                            | I capolini sono sessili o sorretti da un breve peduncolo (0,5 – 1,0 mm) e disposti in modo corimboso. - I fiori del raggio non sono appariscenti e appena più lunghi dell'involucro. - I frutti acheni sono fortemente piatti. - La corona del pappo si presenta ialina. | 2n = 12                   |       |
| Xanthisma DC., 1836                      | 20                                                           | America del Nord                                                   | Il ciclo biologico delle piante è fondamentalmente perenne. - Spesso l'habitus della pianta si presenta con una chioma ramificata. - Il ricettacolo è coperto da pagliette lunghe 0,3 – 3,0 mm, la superficie si presenta come un reticolo alveolato. - Il pappo è formato da setole appuntite, piatte e fortemente sovrapposte alla base.                                                                      | 2n = 10 (ridotto a 8 o 6) |       |
| Xanthocephalum < Willd., 1807            | 5                                                            | U.S.A. meridionali e Messico                                       | I capolini sono solitari o sorretti da lunghi peduncoli (1 – 5 cm) liberamente raggruppati in modo corimboso. - I fiori del raggio sono ben evidenti, molto più lunghi dell'involucro. - I frutti acheni si presentano gonfi e affusolati con 4 – 6 lati. - Il pappo è assente o formato da una bassa coroncina di scaglie disuguali.                                                                           | 2n = 12                   |       |
| Xylorhiza Nutt., 1840                    | 10                                                           | America del Nord                                                   | Le piante hanno un habitus sub-arbustivo a fioritura primaverile. - I capolini (solitari) sono alti da 13 a 19 mm. - La lamina dei fiori del raggio è lunga 15 – 30 mm. | 2n = 12                   |       |

### Chiave per i generi
Per meglio comprendere ed individuare i vari generi della sottotribù l'elenco seguente utilizza il sistema delle chiavi analitiche.
- 1A: le appendici (stigmi) dei rami dello stilo sono troncate o appuntite, a forma di delta o ampiamente ovate;
  - 2A: i fiori del raggio sono assenti; i fiori periferici del disco (quelli tubulosi) sono zigomorfi con estensioni simili a raggi;

genere Lessingia
- 2B: i fiori del raggio sono presenti;

- 3A: i fiori del raggio sono fertili ed hanno le corolle colorate di giallo; i fiori del disco sono funzionalmente maschili; l'indumento dei gambi e delle foglie non è tomentoso;

genere Benitoa
- 3B: i fiori del raggio non sono fertili ed hanno le corolle colorate di bianco, blu o rosa; i fiori del disco sono ermafroditi (con androceo e gineceo); l'indumento dei gambi e delle foglie è tomentoso (in modo denso o sparso);

genere Corethrogyne
- 1B: le appendici dei rami dello stilo sono da strettamente triangolari a lineari- lanceolate;
  - 4A: i fiori del raggio sono colorati di bianco o di blu;
    - 5A: le piante hanno un habitus sub-arbustivo a fioritura primaverile; i capolini (solitari) sono alti da 13 a 19 mm; la lamina dei fiori del raggio è lunga 15 – 30 mm;

genere Xylorhiza
- 5B: le piante hanno un habitus erbaceo (o sono mini arbusti) a ciclo biologico annuale o perenne a fioritura estiva caduca; i capolini (solitari o poco aggruppati) sono alti da 3 a 12 mm; la lamina dei fiori del raggio è lunga 7 – 15 mm;

- 6A: le piante hanno un ciclo biologico annuale; le foglie sono profondamente 1-2- pennatifide con denti o lobi apicali acuti e provvisti di punte setolose lunghe 0,2 – 1 mm; il pappo è formato da setole appuntite, appiattite e sovrapposte alla base;

genere Machaeranthera
- 6B: il ciclo biologico delle piante è annuale o di preferenza perenne; le foglie hanno la lamina intera o dentata o lobata; se la lamina è pennatifida i lobi sono arrotondati con (o senza) parte apicale e comunque privi di setole appuntite; il pappo è formato da setole filiformi e affusolate, ma appiattite e sovrapposte (oppure no) alla base;

- 7A: il ciclo biologico delle piante è fondamentalmente perenne; spesso l'habitus della pianta si presenta con una chioma ramificata; il ricettacolo è coperto da pagliette lunghe 0,3 – 3,0 mm, la superficie si presenta come un reticolo alveolato; il pappo è formato da setole appuntite, piatte e fortemente sovrapposte alla base;

genere Xanthisma
- 7B: la parte sotterranea del fusto è di tipo fittonante a ciclo biologico annuale o perenni a breve durata; il ricettacolo è nudo (senza pagliette) o raramente con scaglie lunghe 0,5 mm; il pappo è formato da setole filiformi, non sono (o solo leggermente) appiattite e sovrapposte alla base;

- 8A: l'indumento delle piante è variamente pubescente per peli ghiandolari e/o non ghiandolari; i fiori del raggio sono provvisti di un vistoso pappo; la lamina fogliare è intera o dentata;

genere Dieteria
- 8B: in alcune specie il pappo dei fiori del raggio è assente; se il pappo è presente allora le foglie hanno la lamina 1-2-pennatifida, oppure (se la lamina è intera o dentata) le piante sono glabre ad eccezione dei margini della foglia che sono provvisti di setole o denti apicali o setole spinose;

genere Leucosyris 
- 4B: i fiori del raggio sono colorati di giallo oppure sono assenti;

- 9A: i lobi delle corolle dei fiori tubulosi del disco sono campanulati, l'allargamento è improvviso in prossimità della divisione del tubo in lobi;

- 10A: il pappo è formato da numerose setole finemente barbate e incurvate verso l'alto; il frutto achenio è ricoperto da setole rigide pressate;

- 11A: i fiori del raggio sono assenti; il ciclo biologico delle piante è perenne;

genere Isocoma
- 11B: i fiori del raggio sono presenti; il ciclo biologico delle piante è annuale (o eventualmente biennale);

genere Rayjacksonia
- 10B: il pappo è formato da una corona di piccole scaglie o poche sottili, caduche setole simili a reste; i frutti acheni sono glabri;

- 12A: i capolini sono privi di concavità basale in prossimità del peduncolo; il pappo è assente o formato da una bassa coroncina di scaglie disuguali;

- 13A: i fiori del raggio non sono appariscenti e appena più lunghi dell'involucro; i frutti acheni sono fortemente piatti; la corona del pappo si presenta ialina; i capolini sono sessili o sorretti da un breve peduncolo (0,5 – 1,0 mm) e disposti in modo corimboso;

genere Stephanodoria
- 13B: i fiori del raggio sono ben evidenti, molto più lunghi dell'involucro; i frutti acheni si presentano gonfi e affusolati con 4 – 6 lati; il pappo è assente o formato da una bassa coroncina di scaglie disuguali; i capolini sono solitari o sorretti da lunghi peduncoli (1 – 5 cm) liberamente raggruppati in modo corimboso;

genere Xanthocephalum
- 12B: : i capolini si presentano con una distinta concavità in prossimità dell'inserimento del peduncolo; il pappo è formato da 2 – 5 (fino a 12) bianche, piatte e caduche ariste;

- 14A: le piante hanno un ciclo biologico annuale o perenne, la parte sotterranea del fusto è fittonante, mentre la parte aerea ha steli solidi per un habitat più secco; la pagina fogliare è punteggiato-resinosa; i frutti acheni si presentano gonfi, non alati; il pappo è formato da lisce e minute ariste incurvate verso l'alto e finemente barbate;

genere Grindelia (alcune specie)
- 14B: le piante hanno un ciclo biologico annuale, le radici sono fibrose, mentre gli steli sono cavi e adatti ad un habitat umido; la pagina fogliare non è punteggiato-resinosa in modo evidente; i frutti acheni sono piatti e alati; il pappo è formato da ariste finemente barbate e incurvate verso il basso;

genere 'Grindelia' (specie del ex genere Olivaea)
- 9B: la corolla dei fiori tubolari del disco ha la forma di stretto imbuto con un graduale allargamento dei lobi;

- 15A: i capolini sono solitari; i ricettacoli sono provvisti di pagliette; il pappo è formato da un anello di scaglie aristate lunghe 3 – 6 mm;

genere Xanthisma
- 15B: i capolini sono solitari o composti in corimbi; i ricettacoli sono nudi (senza pagliette di protezione ai fiori); il pappo è formato da numerose setole finemente barbate;

- 16A: le piante sono originarie del Sud America; le foglie normalmente hanno una consistenza coriacea con lamina dentata o lobata; i capolini spesso sono solitari (raramente sono aggregati) su lunghi peduncoli afilli; le brattee esterne dell'involucro non sono simili alle foglie;

genere Haplopappus
- 16B: le piante sono originarie del Nord America; le foglie sono sia a consistenza erbacea che coriacea, a lamina intera o lobata; i capolini sono spesso numerosi su singoli steli; le brattee esterne dell'involucro sono a volte simili alle foglie;

- 17A: l'habitus delle piante è arbustivo;

genere Hazardia
- 17B: l'habitus delle piante è erbaceo o appena arbustivo;

- 18A: le foglie, quelle basali sono persistenti, mentre verso l'infiorescenza sono fortemente ridotte; se la lamina è dentata o lobata, normalmente non sono presenti le setole appuntite; i capolini sono raccolti in racemi o in spighe, meno comunemente solitari o in formazioni corimbose;

genere Pyrrocoma
- 18B: le foglie, quelle basali normalmente non sono persistenti, mentre verso l'infiorescenza possono o meno essere ridotte; se la lamina è dentata, normalmente termina con delle setole appuntite; i capolini sono solitari o in formazioni liberamente corimbose;

- 19A: la lamina fogliare è normalmente dentato-spinulosa o lobata, raramente è intera; le foglie cauline sono progressivamente ridotte verso l'infiorescenza e non la avvolgono; le brattee involucrali esterne non sono simili alle foglie;

genere Xanthisma
- 19B:  le foglie sono intere, anche quelle cauline di grandi dimensioni; l'infiorescenza può essere avvolta dalle foglie superiori; le brattee involucrali esterne sono simili alle foglie;

genere Oonopsis
All'elenco sopra si deve aggiungere il recente genere Notopappus Klingenb..

### Generi esclusi per riclassificazione
In base alla precedente tassonomia della sottotribù le seguenti entità sono state ridotte a sinonimie:
- Arida (R.L.Hartm.) D.R.Morgan & R.L.Hartm.: sinonimo di Leucosyris.[27]
- Olivaea Sch.Bip. ex Benth.: sinonimo di Grindelia.[28]